# III. sjezd Komunistické strany Číny
III. sjezd Komunistické strany Číny (čínsky pchin-jinem Zhōngguó Gòngchǎndǎng dìsāncì quánguódàibiǎodàhuì, znaky zjednodušené 中国共产党第三次全国代表大会) proběhl v Kantonu ve dnech 12. – 20. června 1923. Sjezdu se zúčastnilo asi 30 delegátů zastupujících 420 členů Komunistické strany Číny.
Jednání sjezdu se soustředilo především na otázku vztahů ke Kuomintangu a roli KS Číny v antiimperialistické a antifeudální revoluci. Výkonný výbor Kominterny v rezoluci z 12. ledna 1923 a v dopisu sjezdu z května 1923 zdůrazňoval nutnost vytvoření jednotné fronty (komunistů s Kuomintangem) a důležitost řešení agrární otázky. Během sjezdu tehdejší vůdce strany Čchen Tu-siou hájil názor, že buržoazně-demokraticou revoluci v Číně má vést pouze buržoazie a proletariát může revoluci podporovat pouze pasivně. Na druhé straně takzvaní „leví“, jejichž názory na sjezdu vyjádřil Čang Kuo-tchao, odmítali taktiku jednotné fronty, protože za jedinou revoluční sílu považovali pouze dělnickou třídu.
Sjezd zvolil 3. ústřední výkonný výbor o devíti členech a pěti kandidátech, předsedou výboru byl zvolen Čchen Tu-siou.
Členové ústředního výkonného výboru zvolení na III. sjezdu:
- Čchen Tu-siou (předseda),
- Cchaj Che-sen,
- Li Ta-čao,
- Tchan Pching-šan,
- Wang Che-po,
- Mao Ce-tung,
- Ču Šao-lien,
- Siang Jing,
- Luo Čang-lung.

Kandidáti ústředního výkonného výboru zvolení na III. sjezdu:
- Teng Pchej,
- Čang Lien-kuang,
- Sü Mej-kchun,
- Li Chan-ťün,
- Teng Čung-sia.

Ústřední výkonný výbor k běžnému řízení strany zvolil pětičlenné 3. ústřední byro ve složení Čchen Tu-siou, Cchaj Che-sen, Mao Ce-tung, Luo Čang-lung a Tchan Pching-šan. Tchang Pching-šana později nahradil Wang Che-po.